# سد وادی غان
سد وادی غان (به عربی: سد وادی غان) یک سد خاکی در لیبی است که در غریان، لیبی واقع شده‌است.